# إيلا تون
إيلا تون (مواليد 2 سبتمبر 1999) هي لاعبة كرة قدم إنجليزية تلعب في مركز المهاجم في نادي مانشستر يونايتد.

## روابط خارجية
- إيلا تون على موقع الاتحاد الأوربي (الإنجليزية)
- إيلا تون على موقع قاعدة بيانات كرة القدم.إي يو (الإنجليزية)
- إيلا تون على موقع Soccerway.com (الإنجليزية)
- إيلا تون على موقع أوليمبيديا (الإنجليزية)